# Pianosa

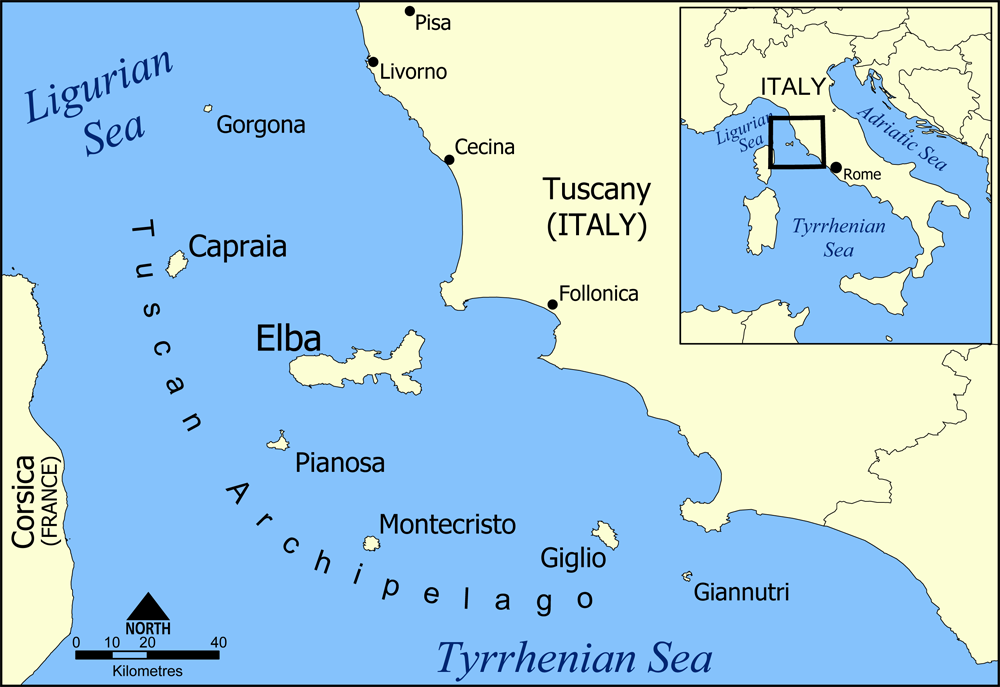
Pianosas läge i den toskanska arkipelagen.

Pianosa är en 10,3 km² stor ö som tillhör den toskanska arkipelagen som ligger mellan Toscana och Korsika. Ön är belägen cirka 14 km syd om Elba och ca 26 km från det italienska fastlandet. Ön och det omgivande havet tillhör nationalparken Parco Nazionale Arcipelago Toscano och ön får inte besökas utan speciellt tillstånd.
Pianosa tjänar som skådeplats för historien i Joseph Hellers roman Moment 22.